# 川枝豊信
川枝 豊信（かわえだ とよのぶ、生年不明 - 享保17年〈1732年〉）とは、江戸時代の京都の浮世絵師。

## 来歴
師系不明。作品は西川祐信の画風だが、祐信の門人だったかどうかは明らかではない。京都の人で洛下亭と号す。『浮世絵師伝』では姓を「川村」とするが「川枝」が正しい。作に版本の挿絵と肉筆画が数点残っており、「大和畫師」または「大和畫工」と落款している。没年は享保20年とも伝わる。

## 作品
- 『璣訓蒙鑑草』（からくりきんもうかがみぐさ）　享保15年（1730年）刊行
- 『三国朗詠狂舞台』三巻　享保16年刊行　※役者評判記
- 「美人立姿図」　紙本着色　東京国立博物館所蔵　※「大和畫師　川枝豊信筆」の落款、「豐信」の朱文方印あり
- 「精霊祭図」　紙本着色　光記念館所蔵　※「大和畫工　川枝豊信筆」の落款、「川枝豊信」の朱文方印あり。那須ロイヤル美術館（小針コレクション）旧蔵
- 「蜻蛉採り図」　紙本着色　※「大和畫工　川枝豊信筆」の落款、「川枝豊信」の朱印あり。『肉筆浮世絵Ⅰ（寛文～宝暦）』はこの絵を「蛍狩図」としている。
- 「文持ち美人図」　紙本着色　※「大和畫工　川枝豊信圖」の落款、「豐信」の朱文重郭方印あり。麻布美術館旧蔵